# Fumitake Miura
Fumitake Miura (Shizuoka, 12 augustus 1970) is een voormalig Japans voetballer.

## Carrière
Fumitake Miura speelde tussen 1993 en 2006 voor Yokohama Marinos, Kyoto Purple Sanga, Júbilo Iwata en FC Tokyo.